# Sekundärelektronenvervielfacher

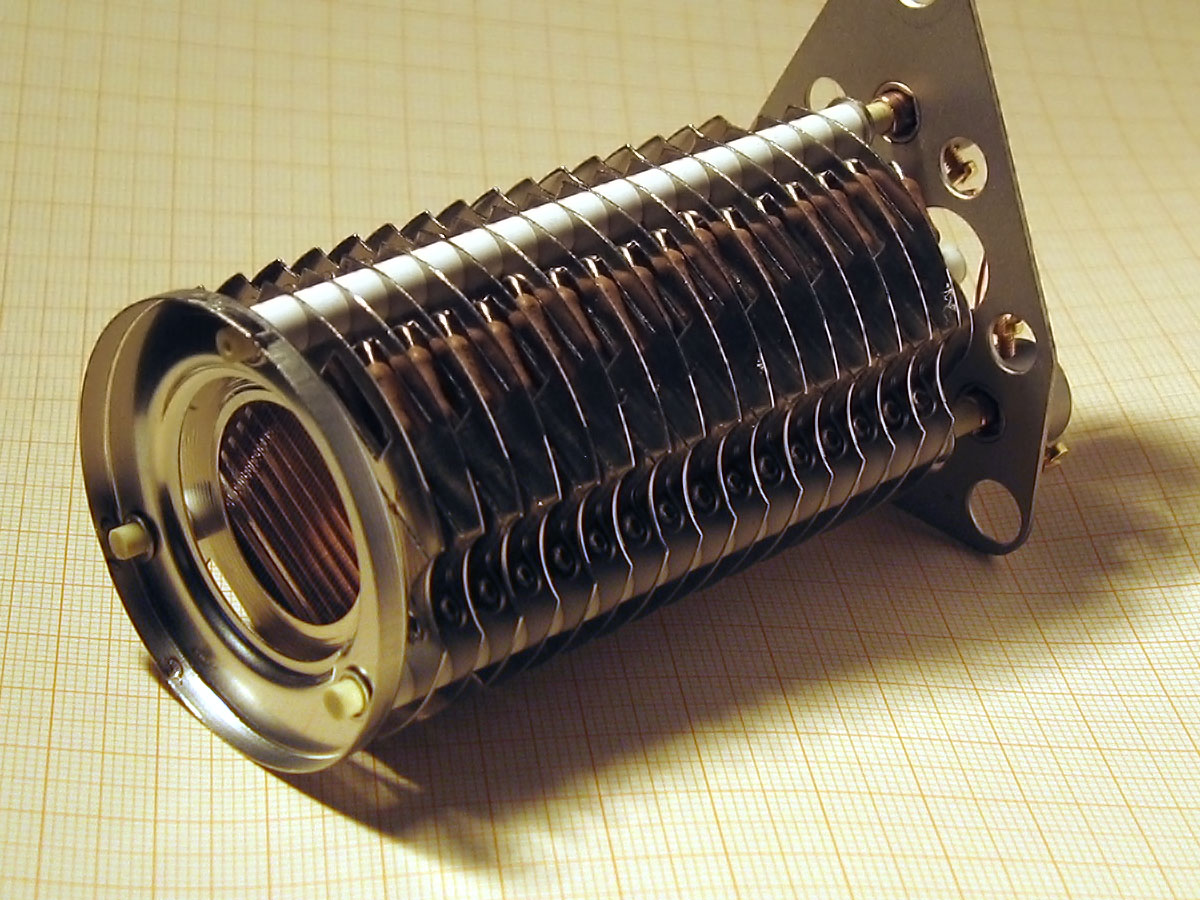
Sekundärelektronenvervielfacher zur Detektion von Elektronen. Links ist die Eintrittsöffnung; die vielen Platten rechts davon sind Halteplatten für die Dynoden (zum Einbau im Vakuum).

Ein Sekundärelektronenvervielfacher (SEV) ist eine Elektronenröhre, in welcher durch Sekundärelektronenemission kleinste Elektronenströme oder sogar Einzelelektronen mit hoher Zeitauflösung um viele Größenordnungen bis zu messbaren Größen verstärkt werden können.
Sie werden in Photomultipliern, Bildverstärkern (Restlichtverstärkern) und Detektoren für Elementarteilchen eingesetzt. Wegen der Abfolge zahlreicher gleichartiger Elektroden auf abgestuft abfallenden Spannungsniveaus wird die Röhre auch Kaskadenröhre genannt.

## Funktionsweise
Ein Elektron erzeugt beim Auftreffen auf eine Metallfläche oder auch auf Halbleiter oder andere schlecht leitende Stoffe bei genügender Energie mehrere sogenannte Sekundärelektronen, die den Körper in das umgebende Vakuum verlassen. Ein flacher Einfallswinkel und eine geringe Austrittsarbeit verstärken diesen Effekt. Auch Beschichtungen, wie z. B. eine Monolage Adsorbat (z. B. Wasser) ändern die Austrittsarbeit und somit den Vervielfachungsfaktor.
Auf diese Weise können aus einem freien Elektron mehrere freie Elektronen geringerer Energie entstehen und es findet eine Vervielfachung um den Faktor δ von 3…10 statt. Dieser Faktor hängt außerordentlich empfindlich von der Beschleunigungsspannung zwischen den Elektroden ab und muss deshalb sehr gut stabilisiert sein. Die herausgeschlagenen Elektronen werden durch ein elektrisches Feld zur nächsten Elektrode (Dynode genannt) beschleunigt, um dort ihrerseits jeweils weitere Sekundärelektronen zu erzeugen. Auf diese Weise wird mit einer Anzahl von n hintereinandergeschalteter Dynoden eine Stromverstärkung von δn  erzielt. Mit sieben Dynoden und einer Gesamtspannung von 1500 V kann man Verstärkungen von etwa  107 erzielen (siehe auch: Photomultiplier).
Die Kette von Dynoden ansteigenden Potenziales kann auch durch schlecht leitende Kanäle ersetzt werden, entlang derer das Potenzial ansteigt und in deren Inneren ständig neue Sekundärelektronen erzeugt werden (siehe auch: Kanalelektronenvervielfacher, Mikrokanalplatte).

## Bauformen
- Aufbau mit diskreten Dynoden siehe Photomultiplier
- Kontinuierlich: Kanalelektronenvervielfacher
- Kontinuierlich und flächenaufgelöst: Mikrokanalplatte

Es werden auch parallele, diskrete Multiplier in einer gemeinsamen Fassung angeboten.

Die Flugzeiten der Elektronen begrenzen die Reaktionsgeschwindigkeit, deshalb sind kleine Bauformen geeigneter für hohe Zeitauflösung.

## Elektronik und Besonderheiten

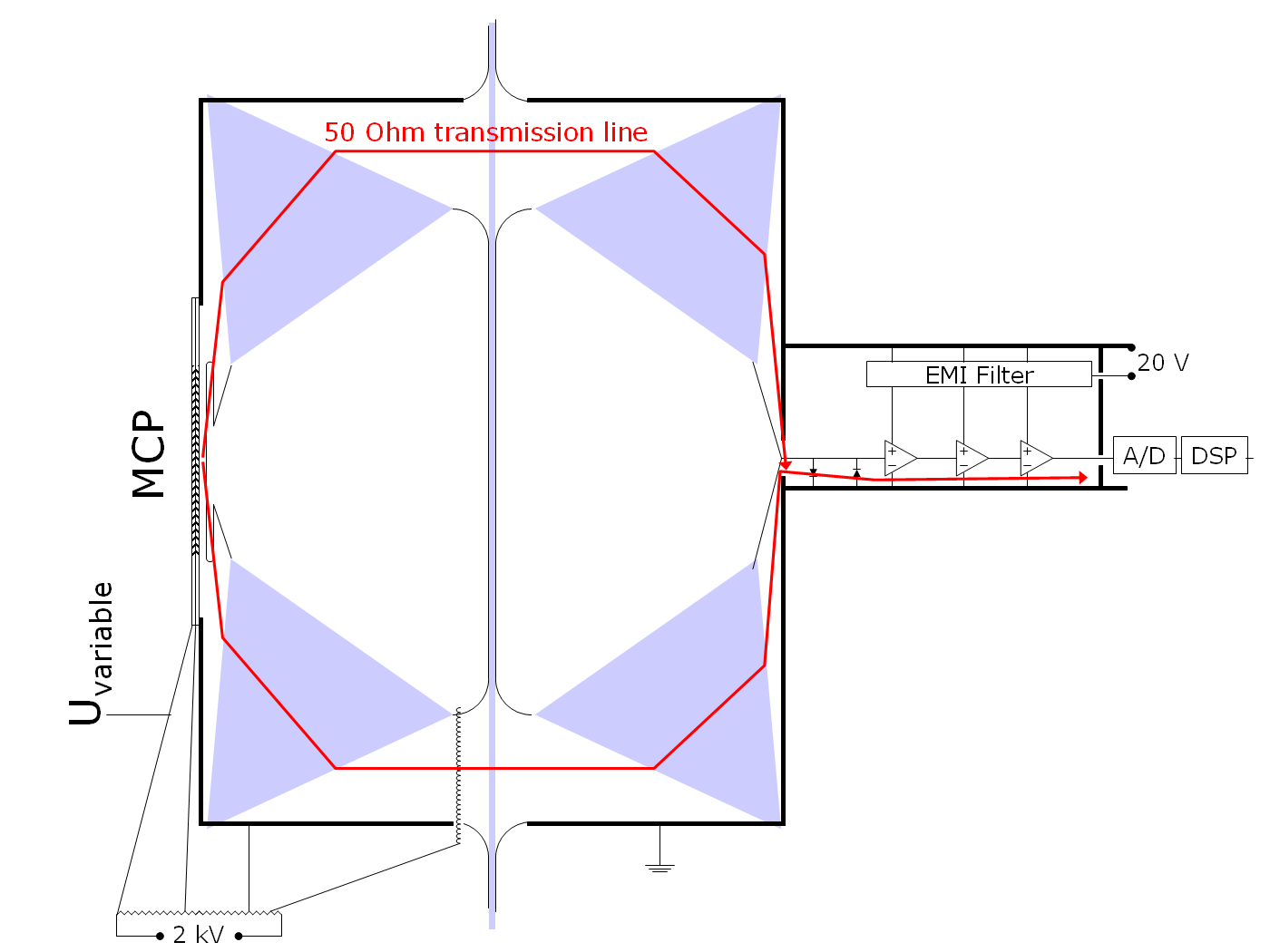
Schnelle Mikrokanalplatten-Elektronik (MCP-Elektronik) mit Zeitauflösung im sub-ns-Bereich zur ortsaufgelösten Messung

Diskrete (mit Dynoden arbeitende) Sekundärelektronenvervielfacher benötigen eine von Dynode zu Dynode ansteigende Spannung (typ. 200 V Spannungsdifferenz zwischen den Dynoden). Diese Spannungen werden mit einem Spannungsteiler aus der Gesamtspannung (z. B. 2 kV) erzeugt.

Die letzte Elektrode (Anode, positivstes Potential) liegt über einen Arbeitswiderstand üblicherweise auf Massepotential, um insbesondere bei analogen Messungen die nachfolgende Auswerteelektronik zu vereinfachen.
Je nach Anwendung besteht die Auswertung aus einer Strommessung (Messung geringster Elektronenströme oder Strahlungsintensitäten), einer Zeitintegration des Stromes (Messung geringster Elektronen- oder Lichtmengen) oder einem sehr schnellen Halbleiterverstärker mit der Möglichkeit, die Impulshöhe zu bestimmen (Zählen einzelner Elektronen, Ereignisse und deren Energie).

Ein solcher Impulsverstärker besitzt hierzu einen Diskriminator und eine Frequenzweiche, um die „echten“ Impulse vom Rauschen und von Schwankungen der Gleichspannungsquelle unterscheiden zu können.
Um eine hohe Zeitauflösung bis in den ns-Bereich zu erreichen, müssen die Dynodenabstände möglichst klein sein (typ. wenige mm), um Laufzeiteffekte zu verringern. Die Form der Dynoden oder zusätzliche Gitter verringern die Zeitdispersion, die durch in verschiedene Richtungen fliegende Elektronen verursacht wird.
Bei Mikrokanalplatten (MCP) ist der Gesamtaufbau besonders elegant vereinfacht: mikroskopisch feine Kanäle aus schlecht leitendem Material bilden sowohl Spannungsteiler als auch in ihrem Inneren die Oberfläche zur Auslösung der Sekundärelektronen. Etliche nebeneinander liegende Kanäle ermöglichen zudem eine Ortsauflösung.

Der Ort kann durch Absaugen und Abbildung der austretenden Sekundärelektronen erfolgen (Bildwandlerröhre) oder durch Auftreffen auf eine quer verlaufende Verzögerungsleitung bzw. einen Wellenleiter, wobei die Zeitpunkte des Eintreffens des Impulses an beiden Enden der Leitung bestimmt werden.
Auch mit Mikrokanalplatten (MCP) ist der Nachweis einzelner Elektronen möglich.
Es können auch zwei Mikrokanalplatten hintereinander geschaltet werden, wobei die Verstärkung am Ende der zweiten Platte gesättigt ist.
Zum Nachweis und der Identifizierung geladener Teilchen muss man das Potential der vorderen Mikrokanalplatte anpassen können.
Der Sekundärelektronenprozess besitzt ein starkes Rauschen, zum einen, weil die Kanäle von einem Teilchen verschieden gut getroffen werden können, zum anderen durch thermische Effekte. Um Einzelpulse gleicher Höhe zu erhalten, nutzt man Mikrokanalplatten mit so feinen und langen Kanälen, dass die Verstärkung am Ende eines Kanals in der zweiten Platte aufgrund der Raumladung gesättigt wird.

Man erhält so Pulse definierter Höhe mit einer Flanke, die in fester zeitlicher Beziehung zum Eintreffzeitpunkt des Teilchens steht.

## Anwendung
- Photonen:  Photomultiplier, Bildverstärker
- Elektronen: Elektronenspektrometer, LEED, Elektronenmikroskop, Photoelektronenspektroskopie
- Ionen: Massenspektrometer
- Gammastrahlen, Neutronen, Neutrinos, Kosmische Strahlung: Szintillationszähler (Nachweis der im Szintillator ausgelösten Lichtpulse)